# Солонпа
Солонпа (*шанська သိူဝ်လူင်ၾႃႉ, бірм. သိုငံဘွာ, тай-ниа:ᥔᥫᥴ ᥞᥨᥛᥱ ᥜᥣᥳ; д/н — 1399) — 6-й володар держави Муанг Мао у 1382—1399 роках. У китайців відомий як Сі Луньфа, у бірманців — Тонганбва I.

## Життєпис
Онук саофа Сі Кефа. За більшістю джерел був сином Мансана, що тривалий час перебував в столиці імперії юань як заручник. Втім за деякими відомостями був сином іншихз синів Сі Кефа, або навіть онука останнього — Сосюпа.
У грудні 1382 року після вбивства його стрийка Совакпа посів трон. На початку 1383 року номінально визнав владу імперії Мін, оскільки виникла загроза з боку царства Ава. У серпні 1384 року передав мінському уряду отримав меч та печатку, отриману Сі Кефа від уряду Юань. Натомість на визнання свого статусу та посаду тусі (племінного вождя, китайською — ту-цзу). Переніс свою резиденцію до міста Селан.
Втім поступово наростали суперечки з місцевими мінськимиу рядовцями. У січні 1386 року, зібравши потужне військо, атакував володіння Мін, зайнявши землі сучасного Цзіндун-Їського повіту. 1387 року почалася війна з Свасоке, володарем царства Ава.
Успішно діяв проти китайців до лютого 1388 року, коли в битві біля Мошале зазнав поразки, втративши 1,5 тис. вояків. Проте невдовзі відновив свої сили, захопивши коруг Дінбіянь (сучасний Наньцзянь). За цим у 3-денній битві зазнав тяжкої поразки, але уникнув розгрому. Це дозволило укласти вигідний мир з імперією Мін, за яким Солонпа визнав номінальну зверхність імперії, натмоість було підтверджено статус тусі та обіцяно військову допомогу проти Ави. Війна з останньою тривала до 1390 року, завершившись миром, що підтвердив статус-кво.
У 1390, 1394 і 1395 роках відправляв умовну данину, яка ліпше походила на подарунки імператорові Чжу Юаньчжана. Невдовзі Солонпа навернувся до буддизму. 1392 року виступив проти Ави, зумів зайняти місто М'єду. Армія Ави, що рушила наприкінці 1392 року проти Муанг Мао, зазнала поразки, Солонпа дійшов до міста Сікайн. У новій битві — при Шангоні — зазнав тяжкої поразки. З цього часу відновився мир з Авою на колишніх умовах. 1395 року знову виступив проти Ави, але 1396 року отримав від імператора Чжу Юаньчжана припинити військову кампанію, що й було виконано.
У грудні 1397 року стикнувся з повстання Дан Ґанмена, вождя Мубангу, проти себе. Ворог атакував резиденцію саофа, який вимушений був тікати до Куньміна. Це виявила слабкість Солонпа, внаслідок чого повстання охопило значну частину Муанг Мао. В результаті Солонпа рушив до Нанкіну, де отримав допомогу від нового мінського імператора Чжу Юньвеня, з яким у січні 1398 року придушив повстання. З цього часу мирно панував, але авторитет монарха Муанг Мао серед йогов асалів зменшився, а залежність від Мін збільшилася.
Помер Солонпа 1399 року. Йому спадкував син Сі Сінфа.

## Родина
Мав 10 дружин і 100 наложниць, від яких достеменно відомо народилося 3 сина і 2 доньки.